# Castilleja linifolia
Castilleja linifolia är en snyltrotsväxtart som beskrevs av Noel Herman Holmgren. Castilleja linifolia ingår i släktet målarborstar, och familjen snyltrotsväxter. Inga underarter finns listade i Catalogue of Life.